# Commissariat de nuit
Pour plus de détails, voir Fiche technique et Distribution.
Commissariat de nuit (Commissariato di notturna) est un film franco-italien réalisé par Guido Leoni et sorti en 1974.

## Synopsis
Le film raconte la première nuit passée par le commissaire Emiliano Borghini dans son commissariat.

## Fiche technique
- Titre original : Commissariato di notturna
- Titre français : Commissariat de nuit
- Réalisation : Guido Leoni
- Scénario : Giacomo Furia, Guido Leoni

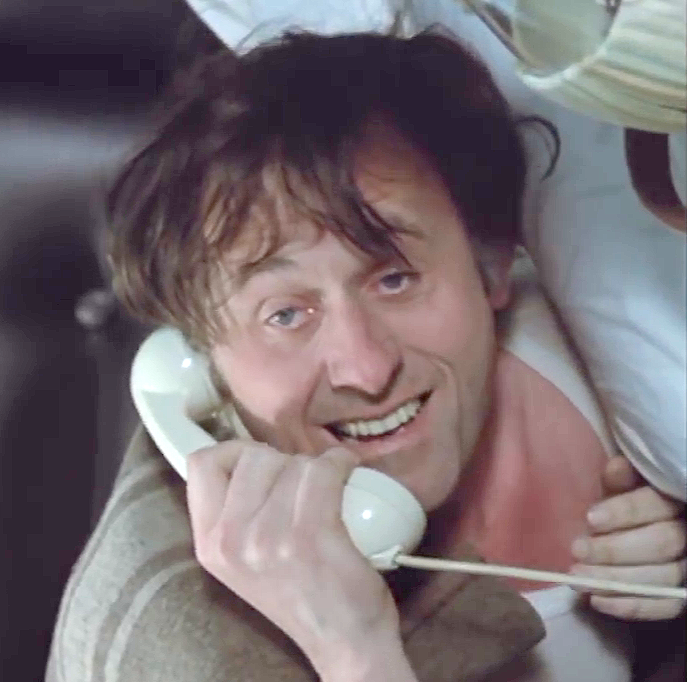
Christian Marin y tient un petit rôle comique.

- Photographie : Claudio Racca
- Costumes : Luciano Vincenti
- Genre : comédie
- Durée : 95 minutes
- Dates de sortie : 
  - Italie : 18 octobre 1974
  - France : août 1974

## Distribution
- Rosanna Schiaffino : Sonia
- Gastone Moschin : commissaire Emiliano Borghini
- George Ardisson : Amedeo Furlan
- Antonio Casagrande : Gennarino
- Emma Danieli : Lucia Bencivenga
- Giacomo Furia : brigadier Santini
- Gisela Hahn : la fille allemande
- Leopoldo Trieste : Brigadiere Spanò
- Liana Trouche : Luisa - femme de Borghini
- Mario Valdemarin (en) : Ferrari
- Maurice Ronet : Vittorio Cazzaniga
- Luciano Salce : député Luigi Colacioppi
- Carlo Giuffré : Antonio Carnevale aka Teodoro
- Annie Cordy : Pupa
- Roger Coggio : Cristoforo
- Jean Lefebvre : Dindino
- Christian Marin : Voleur milanais